# Trachylepis lacertiformis
Trachylepis lacertiformis är en ödleart som beskrevs av  Peters 1854. Trachylepis lacertiformis ingår i släktet Trachylepis och familjen skinkar. IUCN kategoriserar arten globalt som livskraftig. Inga underarter finns listade i Catalogue of Life.